# كارلوس لوز
كارلوس لوز رئيس البرازيل التاسع عشر، حكم البرازيل لفترة قصيرة عام 1955 خلفاً للرئيس كافيه فيلهو.
جاء بعده الرئيس نيريو راموس.